# Amor livre
O termo amor livre tem sido utilizado desde o século XIX para descrever o movimento social que rejeita o casamento e despreza estereótipos e que acredita no amor sem posse, controle ou nome. O amor livre surgiu enquadrado no seio do movimento anarquista, em conjunto com a rejeição da interferência do Estado e da Igreja na vida e nas relações pessoais. Alguns defensores do amor livre consideravam que tanto os homens como as mulheres tinham direito ao prazer sexual, o que na era vitoriana era profundamente radical.
Embora o amor livre seja presentemente reduzido em sua complexidade à promiscuidade, em referência ao movimento hippie das décadas de 1960 e 1970, historicamente o movimento pelo amor livre não defendia especificamente relações de curto-prazo ou a existência de múltiplos parceiros sexuais. Os proponentes do amor livre consideravam que uma relação de amor aceite livremente por ambos os parceiros nunca deveria ser regulada pela lei, pelo que a prática do amor livre poderia incluir relações monógamas de longo prazo ou mesmo o celibato, mas não qualquer forma institucional de monogamia ou poligamia, por exemplo.[carece de fontes?]
Os movimentos do amor livre lutaram mais fortemente contra as leis que impediam a vida em comum de um casal não casado face ao Estado ou à Igreja, bem como as que regulavam o adultério, o divórcio, a idade de consentimento, o controle de natalidade, a homossexualidade, o aborto e as leis sobre obscenidade, que limitavam o direito à discussão pública de assuntos relacionados a sexualidade. A revogação pelo casamento de alguns direitos civis, mesmo que parcialmente, foi também motivo de preocupação entre os defensores do amor livre, por exemplo, quando uma violação que ocorre num casamento é tratada de forma mais leve que uma violação que ocorre fora do mesmo. No século XX, alguns proponentes do amor livre alargaram a crítica à instituição do casamento argumentando que este encoraja a possessividade emocional e dependência psicológica.[carece de fontes?]